# Xã Lafayette, Quận Medina, Ohio
Xã Lafayette (tiếng Anh: Lafayette Township) là một xã thuộc quận Medina, tiểu bang Ohio, Hoa Kỳ. Năm 2010, dân số của xã này là 5.580 người.